# Yacine Fall
Pour les articles homonymes, voir Fall.
Yacine Fall ou Yassine Fall, née à Ndiangué, est une économiste et femme politique sénégalaise.
Depuis le 5 avril 2024, elle est ministre de l'Intégration africaine et des Affaires étrangères de la république du Sénégal dans le gouvernement Sonko.

## Biographie

### Enfance, études et débuts
Yassine Fall est native de Ndiangué, une localité de la commune de Richard-Toll au nord du Sénégal, à la frontière avec la Mauritanie. Elle fait ses études primaires à l'école Pikine 7 puis, elle poursuit ses études secondaires au lycée John F. Kennedy et obtient son diplôme de baccalauréat à l'école normale des filles de Thiès.
Elle entre à l'université Cheikh-Anta-Diop de Dakar et s'inscrit à la faculté de lettres. Elle quitte le Sénégal pour poursuivre ses études en économie à l'université Paris-Nord, Paris-VIII et à l'université Howard aux États-Unis où elle obtient son diplôme de Master en économie,.

### Carrière
Yassine Fall dirige une entreprise internationale de conseil en politique macroéconomique, en éradication de la pauvreté et dans le domaine de la gestion environnementale[Laquelle ?].
Yacine Fall a travaillé en tant qu'experte dans le système des Nations unies, où elle occupe des postes notamment de directrice pour la formation et la recherche pour la promotion de la femme au sein des Nations unies, conseillère économique et directrice régionale de l’UNIFEM pour l’Afrique de l’Ouest et du Centre et directrice de la Division économique d’ONU Femme à New York,.

## Parcours politique
Yacine a été vice-présidente chargée des relations internationales de Pastef, un parti qu’elle a rejoint à la veille de l’élection présidentielle de 2019. Puis vice-présidente des Patriotes africains du Sénégal pour le travail, l'éthique et la fraternité (PASTEF) jusqu'à sa nomination en tant que ministre.

## Ministre
Elle est nommée dans le gouvernement du Premier ministre Ousmane Sonko sous la présidence de Bassirou Diomaye Faye.

## Vie associative
Elle est présidente de l’Association sur la Pauvreté et les Droits Humains.